# Лебяжья улица (Казань)
Лебяжья улица (тат. Аккош урамы, Aqqoş uramı) — небольшая улица в историческом районе Пороховая слобода Кировского района Казани.  

## География
Начинаясь недалеко от территории порохового завода, заканчивается пересечением с Ново-Светлой улицей; второй отрезок проходит между улицами Фрунзе и Краснококшайской, а третий — между улицами Луговой и Малой Мухаметшина.

## История
Возникла до революции как часть Пороховой слободы под своим нынешним названием. В конце 1920-х — начале 1930-х годов кварталы 16-24 слободы Восстания были отданы заводу № 40 (пороховой завод) под застройку четырёхэтажными каменными домами, однако этот план был реализован лишь в виде двух домов на Солнечной улице.
К концу 1930-х годов на улице имелись домовладения: №№ 1–57/23 по нечётной стороне и №№ 2–72/48 (с пропусками) по чётной.
В середине 1960-х годов частная застройка улицы, примыкавшая к улице Болотникова, была снесена, попав в зону застройки микрорайона № 3 Кировского района; застройка улицы, примыкавшая к улице Фрунзе, также была частично снесена в 1970-е и 1980-е годы, в результате чего она оказалась разделённой на три не связанных друг с другом участка.
Современная застройка улицы — «частный сектор».
После вхождения Пороховой слободы в состав Казани улица вошла в состав слободы Восстания, административно относившейся к 6-й городской части. После введения в городе деления на административные районы входила в состав Кировского района.

## Транспорт
Общественный транспорт по улице не ходит. Ближайшая остановка общественного транспорта — «Светлая» и «Идель» (автобус, троллейбус) на улицах Болотникова и Фрунзе соответственно.

## Известные жители
В доме № 16 по Лебяжьей улице проживал лётчик, дважды Герой Советского Союза Николай Столяров (дом сохранился).